# The Focusing Blur
The Focusing Blur è il quinto album in studio del gruppo svedese Folk/Progressive metal Vintersorg. È Stato pubblicato dalla Napalm Records il 16 febbraio 2004. Questo album è il più progressivo della band e presenta qualche sperimentazione Avantgarde metal.

## Tracce
1. Prologue Dialogue - The Reason - 2.14
2. The Essence - 5.54
3. The Thesis's seasons - 4.47
4. Matrix Odyssey - 4.39
5. Star Puzzled - 5.48
6. A Sphere in a Sphere? (To Infinity) - 5.35
7. A Microcospic Macrocosm - 4.37
8. Blinsight Complexity - 4-52
9. Dark Matter Mystery (Blackbody Spectrum) - 5.03
10. Curtains - 4.45
11. Artifacts of Chaos - 2.37
12. Epilougue Metalogue - Sharpen Your Mind Tools - 2.59

## Formazione
- Vintersorg - voce, chitarre, tastiere, organo hammond
- Mattias Marklund - chitarre